# Meister für Veranstaltungstechnik
Geprüfter Meister für Veranstaltungstechnik / Geprüfte Meisterin für Veranstaltungstechnik ist in Deutschland ein anerkannter Fortbildungsabschluss auf der Ebene 6 des Deutschen Qualifikationsrahmens für lebenslanges Lernen (DQR). Der Geprüfte Meister für Veranstaltungstechnik soll in der Lage sein, die technische Umsetzung von Veranstaltungen zu konzipieren, zu planen, zu leiten und zu evaluieren. Er soll ferner die Betriebsorganisation mitgestalten und Führungsaufgaben wahrnehmen. Die Prüfung ist bundeseinheitlich durch die Veranstaltungstechnikmeister-Fortbildungsprüfungsverordnung vom 25. Oktober 2019 geregelt.

## Berufsbild
Von der Handelskammer Hamburg kommt folgende Kurzbeschreibung des Berufsbildes, die sich übrigens mit der neuen Prüfungsverordnung nicht geändert hat:
„Meister für Veranstaltungstechnik wirken bei der Planung und Einrichtung von Anlagen und Arbeitsstätten sowie bei der Beschaffung von Betriebsmitteln zur technischen Umsetzung künstlerischer Anforderungen mit. Sie setzen bühnentechnische Geräte sinnvoll ein und steuern und überwachen den Veranstaltungsablauf sowie den Einsatz und die Instandhaltung der Veranstaltungstechnik. Sie kontrollieren Arbeiten, Proben und Vorstellungen hinsichtlich ihrer Quantitäts-, Qualitäts- und künstlerischen Kriterien. Die Führung und Einarbeitung der Mitarbeiter und die Betreuung der Auszubildenden gehört ebenfalls zu ihren Aufgaben.“

## Geschichte
Den Fortbildungsabschluss gibt es mit diesem Namen seit dem 26. Januar 1997; er ersetzte damals die Befähigungszeugnisse zum Bühnen-, Beleuchtungs- und Studiomeister, Abschlüsse, die allerdings nicht staatlich anerkannt waren. Die Initiative für diesen neuen Industriemeisterabschluss ging von der Deutschen Theatertechnischen Gesellschaft (DTHG) aus. Daher waren die Prüfungsinhalte der 1997er Verordnung vorrangig auf die Bedürfnisse der Theater zugeschnitten. Die rasante Entwicklung in der Veranstaltungstechnik und das Wachstum der Branche außerhalb von Theater und Rundfunk brachte jedoch schnell eine Verschiebung der Schwerpunkte mit sich. 2020 kam nur noch ein Viertel aller Meisterabsolventen aus dem Theaterbereich. Dies führte zu der etwas praxisfernen Situation, dass sich Meisterabsolventen eigens für die Prüfung theaterspezifische Lerninhalte aneignen mussten, die in ihrer eigenen Berufstätigkeit keine Rolle spielten. Hinzu kam, dass sich der fachrichtungsübergreifende Teil der Prüfungsverordnung an einem Strukturmodell der Industriemeister aus dem Jahre 1977 orientierte, und die auf dieser Grundlage gestellten Aufgaben erwiesen sich als nur sehr begrenzt praxisrelevant. Die Verbände der Veranstaltungsbranche erkannten daher bald einen Handlungsbedarf zur Änderung der Meisterregelung.
Der Verband für Professionelle Licht- und Tontechnik (VPLT) ergriff als Erstes die Initiative, zunächst mit dem Ziel, eine weitere Fachrichtung „Beschallung“ zu etablieren. Daraufhin wurde im Auftrag des Bundesinstituts für Berufsbildung eine Studie zu Fortbildungsprofilen in der Veranstaltungstechnik durchgeführt, und auf der Basis der Ergebnisse wurde mit Vertretern der Fachverbände, der öffentlich-rechtlichen Rundfunkanstalten und der Gewerkschaft Verdi eine neue Prüfungsverordnung erarbeitet, die aber von den Rundfunkanstalten und der DTHG nachträglich abgelehnt wurde, obwohl sie sie selbst mitgestaltet hatten. Als Kompromiss wurde 2009 die neue Verordnung erlassen und gleichzeitig die alte beibehalten. Die Gültigkeit beider Prüfungsverordnungen wurde zunächst bis 2015 befristet. Anschließend erfolgte wiederum eine Evaluation beider Regelungen durch Sachverständige des Bundesinstituts für Berufsbildung, und auf dieser Basis wurde nunmehr eine neue Prüfungsordnung erstellt, die mit ihrem Inkrafttreten am 31. Dezember 2019 die alten Prüfungsverordnungen ersetzte. Während einer bis zum 30. Juni 2023 befristeten Übergangszeit können Prüfungen, die vor dem 31. Dezember 2019 angemeldet worden waren, noch nach einer der beiden alten Verordnungen absolviert werden.

## Aktuelle Meisterregelung seit 31. Dezember 2019
Gegenstand der aktuellen Meisterprüfung ist in erster Linie „meisterliches Handeln“, nicht etwa „Fachwissen“, was mit dem seit 2013 geltenden Qualifikationsrahmen für lebenslanges Lernen (DQR) in Einklang steht.
Zulassungsvoraussetzung für die Prüfung ist entweder
- eine erfolgreich abgelegte Abschlussprüfung zur Fachkraft für Veranstaltungstechnik und eine auf die Berufsausbildung folgende mindestens einjährige Berufspraxis oder
- eine erfolgreich abgelegte Abschluss- oder Gesellenprüfung in einem sonstigen anerkannten Ausbildungsberuf und eine auf die Berufsausbildung folgende mindestens zweijährige Berufspraxis oder
- eine mindestens fünfjährige Berufspraxis.

Die Prüfung gliedert sich in zwei theoretische Teile und einen praktischen Teil: Veranstaltungsprozesse, Betriebliches Management und – nach deren erfolgreichem Bestehen sowie einem weiteren Jahr Berufspraxis – ein konkretes Veranstaltungsprojekt.

### Umsetzung in den Versammlungsstättenverordnungen
Die Meisterqualifikation wurde 2010 in § 39 der Musterversammlungsstättenverordnung aufgenommen. Diese Regelung wurde in den Versammlungsstättenverordnungen der Länder Baden-Württemberg, Bayern, Hamburg, Hessen und Niedersachsen umgesetzt. Geprüfte Meister können sich in diesen Bundesländern einen Berechtigungsausweis ausstellen lassen und können damit bundesweit tätig werden.